# Elisabeta Rizea
Elisabeta Rizea właśc. Elisabeta Șuța (ur. 28 czerwca 1912 we wsi Domnești, zm. 4 października 2003 w Pitești) – rumuńska działaczka antykomunistycznego ruchu oporu, ofiara represji.

## Życiorys
Urodziła się w rodzinie chłopskiej, była jednym z trzynaściorga dzieci Iona i Marii Șuța. Ukończyła 7 klas szkoły podstawowej, ale z powodów materialnych nie mogła kontynuować nauki. W 1931 przeniosła się do wsi Nucșoara, gdzie poślubiła wdowca Gheorghe Rizeę. Po przejęciu władzy przez komunistów w 1947 zginął wujek Elisabety Gheorghe Șuța, działacz Narodowej Partii Chłopskiej, zamordowany przez policję. Po jego śmierci, mąż Elisabety dołączył do oddziału Haiducii Muscelului, dowodzonego przez Tomę Arnăuțoiu. Elisabeta zajmowała się zaopatrzeniem oddziału w żywność i dostarczaniem informacji. 18 czerwca 1948 oddział Tomy Arnăuțoiu wpadł w zasadzkę zorganizowaną przez Securitate, ale większość oddziału przerwała okrążenie i uciekła. 20 listopada 1950 Elizabeta Rizea została aresztowana i trafiła do więzienia w Pitești. Mimo tortur nie ujawniła miejsca pobytu oddziału. Śledztwo w jej sprawie trwało przez 18 miesięcy, zanim stanęła na ławie oskarżonych i została skazana przez sąd wojskowy na 6 lat więzienia. Karę odbywała w więzieniu w Jilavie.
Po uwolnieniu z więzienia w 1956 nadal dostarczała informacje i żywność dla partyzantów antykomunistycznych. W 1958 Rizea została ponownie uwięziona. Była torturowana, a następnie skazana na 25 lat więzienia. Karę odbywała w więzieniu kobiecym w Mislea. W 1964 wyszła z więzienia, na mocy amnestii generalnej.
Historia życia Rizei stała się znana Rumunów dzięki wywiadowi, którego udzieliła w 1992 dziennikarce Lucii Hoss-Longin, przygotowującej film o partyzantach antykomunistycznych. Rizea zaangażowała się w działalność na rzecz upamiętnienia ofiar terroru komunistycznego. W maju 2001 jej dom w Nucșoarze odwiedził król Michał I i prezydent Emil Constantinescu. Zmarła z powodu wirusowego zapalenia płuc w szpitalu w Pitești.

## Pamięć
Zapis wywiadu z Elisabetą Rizea znajduje się w muzeum w Sighecie. znajduje się w Imię Elisabety Rizei noszą ulice w Nucșoarze, Jassach i Timișoarze. Dzięki staraniom prawnuka Rizei, Bogdana Vârvoreanu dom w Nucșoarze ma być przekształcony w muzeum.